# Beyond the Sun (álbum)
Beyond the Sun (en español: Más allá del sol) es el undécimo álbum de estudio del cantautor estadounidense Chris Isaak. Fue publicado el 18 de octubre de 2011 a través del sello discográfico Vanguard. Conformada en su mayoría por versiones de canciones populares interpretadas por Johnny Cash, Elvis Presley y Jerry Lee Lewis de sus grabaciones en el Estudio Sun.
Según registros de octubre de 2015, el álbum ha vendido 91 000 copias dentro de Estados Unidos.

## Concepto
Recordando sus inicios como cantante, Isaak originalmente realizaba versiones de Elvis Presley y Carl Perkins, para luego descubrir que lo más popular solían ser canciones de Heart y Fleetwood Mac. Los planes de Isaak para desarrollar un álbum con versiones fueron amplificados luego de encontrar una entrevista realizada por Oxford American al productor Sam Phillips en 2000.
Luego de completar una extensa gira promocional por su décimo álbum de estudio Mr. Lucky, Isaak y su banda Silvertone se establecieron en distintos estudios del país. La estadía más larga ocurrió en el Estudio Sun de Memphis, donde expresaba haber sentido nervios al interpretar en el mismo lugar de grabación de sus héroes musicales, nombrando a Howlin' Wolf, Elvis Presley, B.B. King y Bill Black como ejemplos.
Como invitados de apoyo, estuvieron presentes ‘Cowboy’ Jack Clement, el primer ingeniero-productor contratado en Sun, y Roland Janes, el guitarrista colaborador de Jerry Lee Lewis. Otra invitada, Michelle Branch, interpreta a dueto con Isaak la versión «My Happiness» de Elvis. Una vez terminado el álbum, revela que fue a presentarlo a sus padres, comentando que gran parte de las canciones escogidas provenían de la colección de discos de su padre.

## Lista de canciones
| N.º   | Título                                           | Duración |  |
| 1.    | «Ring of Fire» (Johnny Cash)                     | 2:39     |  |
| 2.    | «Trying to Get to You» (Elvis Presley)           | 2:36     |  |
| 3.    | «I Forgot to Remember to Forget» (Elvis Presley) | 2:11     |  |
| 4.    | «Great Balls of Fire» (Jerry Lee Lewis)          | 1:56     |  |
| 5.    | «Can't Help Falling in Love» (Elvis Presley)     | 3:01     |  |
| 6.    | «Dixie Fried» (Carl Perkins)                     | 2:16     |  |
| 7.    | «How's the World Treating You» (Elvis Presley)   | 2:52     |  |
| 8.    | «It's Now or Never» (Elvis Presley)              | 3:20     |  |
| 9.    | «Miss Pearl» (Jimmy Wages)                       | 2:08     |  |
| 10.   | «Live It Up»                                     | 2:33     |  |
| 11.   | «I Walk the Line» (Johnny Cash)                  | 2:26     |  |
| 12.   | «So Long I'm Gone» (Warren Smith)                | 2:26     |  |
| 13.   | «She's Not You» (Elvis Presley)                  | 1:56     |  |
| 14.   | «My Happiness» (Elvis Presley)                   | 3:13     |  |
| 35:33 |                                                  |          |  |

| Edición deluxe |                                                               |          |  |
| N.º            | Título                                                        | Duración |  |
| 15.            | «My Baby Left Me» (Arthur Crudup)                             | 2:01     |  |
| 16.            | «Oh, Pretty Woman» (Roy Orbison)                              | 2:52     |  |
| 17.            | «Doin' the Best I Can» (Elvis Presley)                        | 3:16     |  |
| 18.            | «Your True Love» (Carl Perkins)                               | 1:57     |  |
| 19.            | «Crazy Arms» (Elvis Presley)                                  | 2:48     |  |
| 20.            | «Lovely Loretta»                                              | 2:47     |  |
| 21.            | «Everybody's in the Mood» (Howlin' Wolf)                      | 2:16     |  |
| 22.            | «I'm Gonna Sit Right Down and Cry (Over You)» (Elvis Presley) | 2:05     |  |
| 23.            | «Love Me» (Elvis Presley)                                     | 2:45     |  |
| 24.            | «Doncha' Think It's Time» (Elvis Presley)                     | 2:04     |  |
| 25.            | «That Lucky Old Sun» (Jerry Lee Lewis)                        | 3:39     |  |
| 01:04:03       |                                                               |          |  |

| Edición completa |                                                          |          |  |
| N.º              | Título                                                   | Duración |  |
| 26.              | «Great Balls of Fire (Westlake Mix 1)» (Jerry Lee Lewis) | 1:56     |  |
| 27.              | «My Baby Don't Love Me No More»                          | 3:44     |  |
| 28.              | «Bonnie B» (Jerry Lee Lewis)                             | 3:13     |  |
| 29.              | «I Hear You Knockin'» (Smiley Lewis)                     | 2:07     |  |
| 01:15:18         |                                                          |          |  |

## Créditos y personal
Adaptados desde AllMusic.
- Chris Isaak – Voz principal, composición, guitarra rítmica, productor.
- Mark Needham – Ingeniería, mezcla, producción adicional.
- Carrie Smith – Dirección de arte, diseño.
- Will Brierre – Asistente de ingeniería, mezcla.
- Marcus Johnson – Asistente de ingeniería.
- Ben O'Neil – Asistente de ingeniería.
- Matt Ross-Spang – Asistente de ingeniería.
- Rowland Salley – Bajo eléctrico, coros.
- Kenney Dale Johnson – Batería, coros.
- Hershel Yatovitz – Guitarra, coros.
- Sheryl Louis – Fotografía, management.
- Howard Kaufman – Management.
- Stephen Marcussen – Masterización.
- Jack Clement – Músico invitado.
- Lee Thornburg – Músico invitado.
- Waddy Wachtel – Músico invitado.
- David Woodford – Músico invitado.
- Scott Plunkett – Órgano, piano.
- Rafael Padilla – Percusión.
- Michelle Branch – Coros.
- Craig Copeland – Coros.
- Jon Joyce – Coros.
- Ashley Monroe – Coros.
- Richard Wells – Coros.

## Posicionamiento en listas
| Listas (2011-12)               | Mejor posición |
| ------------------------------ | -------------- |
| Australia (ARIA Charts)        | 3              |
| Bélgica (Ultratop Flandes)     | 95             |
| Bélgica (Ultratop Wallonia)    | 28             |
| España (Top 100 Álbumes)       | 55             |
| Escocia (Scottish Albums)      | 4              |
| Estados Unidos (Billboard 200) | 34             |
| Francia (SNEP)                 | 38             |
| Nueva Zelanda (RIANZ)          | 23             |
| Países Bajos (Album Top 100)   | 69             |
| Reino Unido (UK Albums)        | 6              |
| Suecia (Sverigetopplistan)     | 22             |
| Suiza (Schweizer Hitparade)    | 89             |

| Listas (2011)           | Posición |
| ----------------------- | -------- |
| Australia (ARIA Charts) | 40       |

## Certificaciones
| País (Certificador) | Certificación | Ventas certificadas |
| --- | ------------- | ------------------- |
| Australia (ARIA) | Oro           | 35 000^             |
| Reino Unido (BPI) | Plata         | 60 000^             |
| ^cifras de envíos basadas únicamente en la certificación xcifras no especificadas basadas únicamente en la certificación |               |                     |